# Aloe kapská

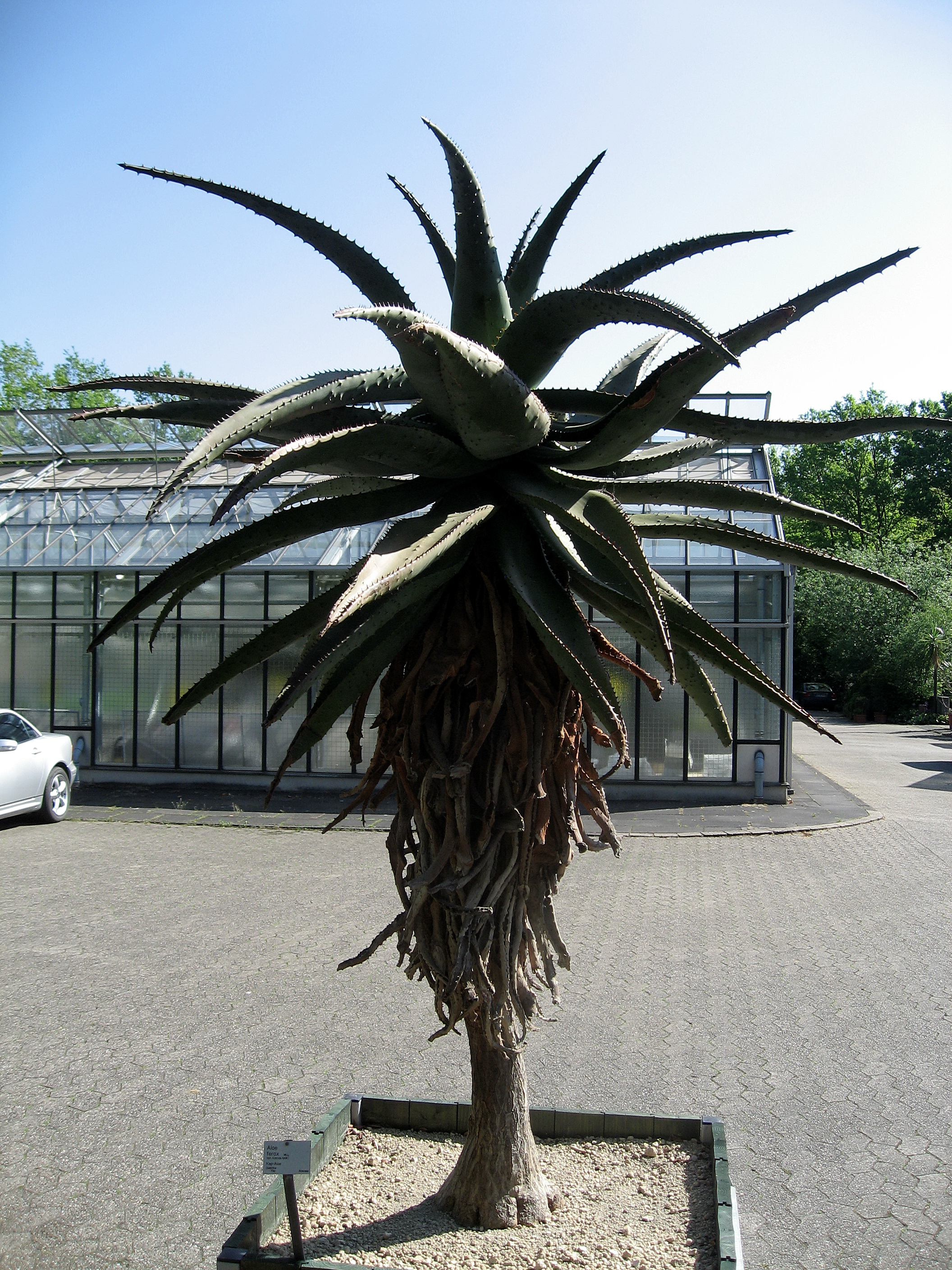
Aloe kapská v botanické zahradě v Bochum

Aloe kapská (Aloe ferox), česky též aloe trnitá, je sukulentní jednoděložná rostlina z čeledi asfodelovité. Vyskytuje se v jižní Africe. Je to léčivá rostlina a je využívána v kosmetice a k přípravě nápojů. V tropech a subtropech se pěstuje jako okrasná rostlina.

## Popis
Aloe kapská je vytrvalá sukulentní rostlina dorůstající výšky 1 až 4,5 metru. Vzrostlá rostlina má podobu stromu nebo keře. Stonek je dřevnatý, jednoduchý a nevětvený, zakončený růžicí listů. Listy jsou šedozelené, někdy načervenalé, silně dužnaté, až 90 cm dlouhé, ke špici se postupně zužující, na okraji zubaté drobnými hnědočervenými ostny. Podobné, drobnější ostny jsou roztroušeny i na spodní straně listů. U starších rostlin se staré odumřelé listy sklánějí dolů a tvoří obal okolo kmene. Květy jsou oranžové až červené, uspořádané v hustých, vzpřímených, krátce stopkatých klasech skládajících rozvětvené květenství až 1,2 metru dlouhé. V domovině kvete od května do srpna, tedy v chladné části roku.

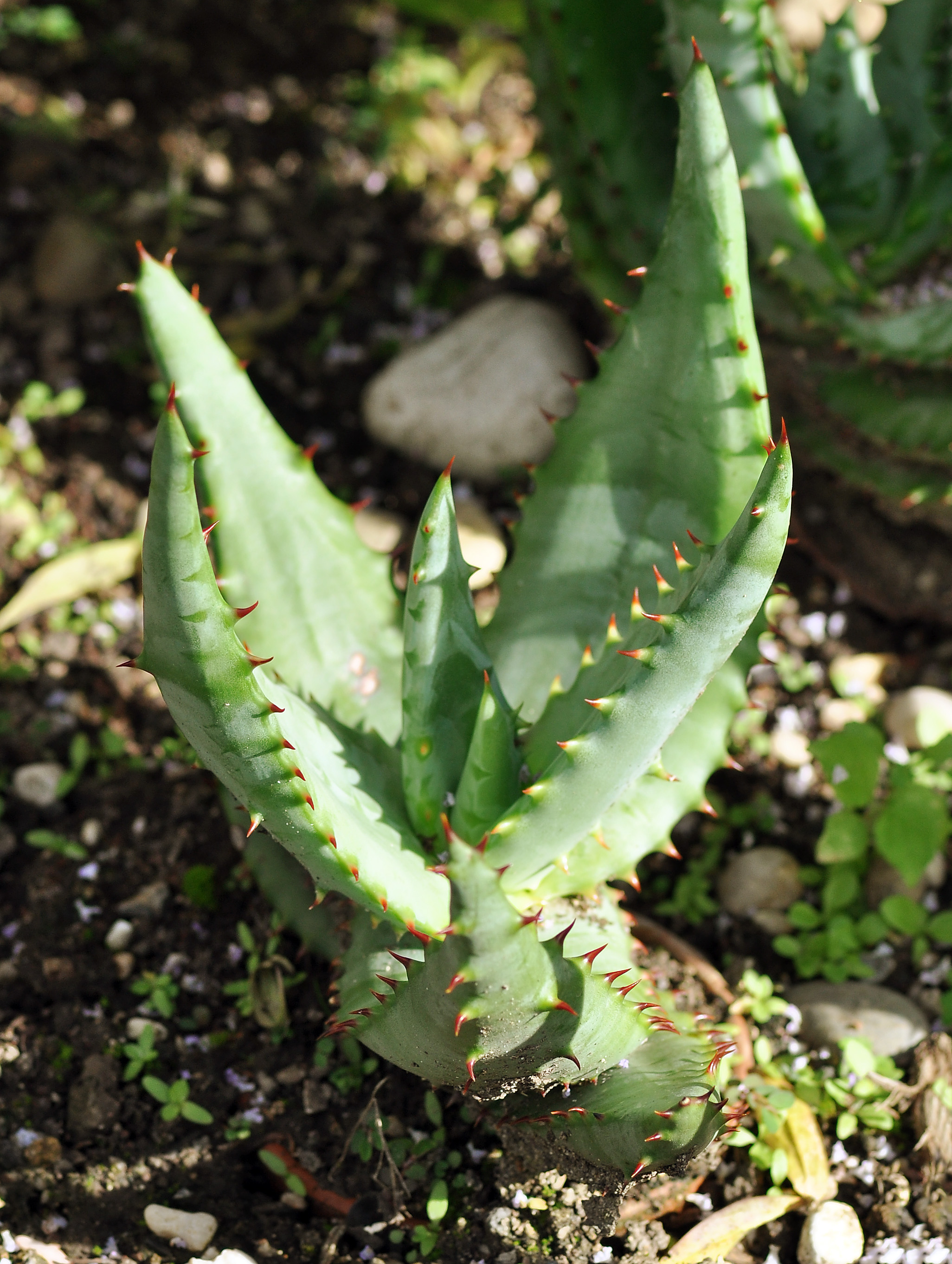
Mladá rostlina aloe kapské
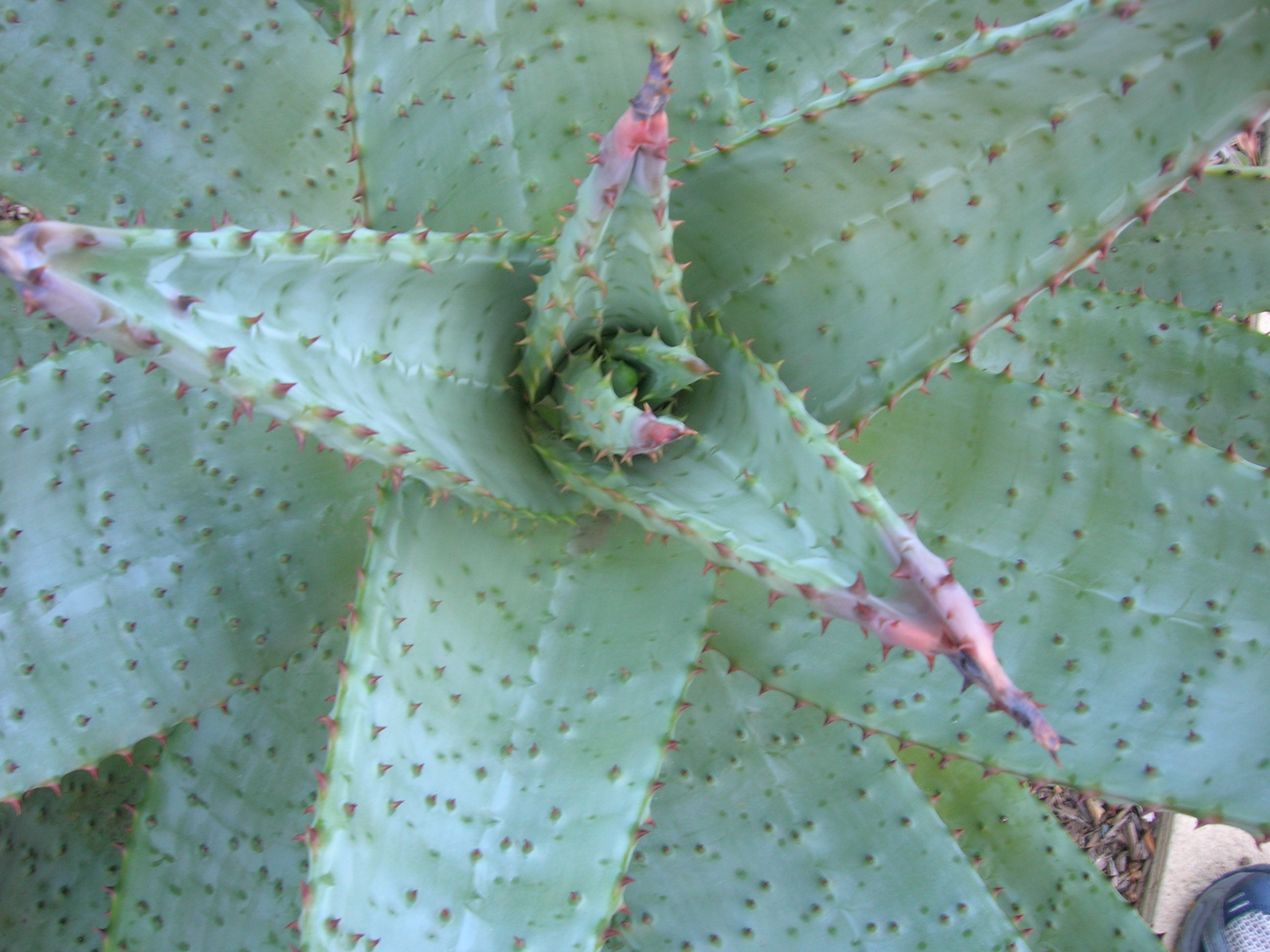
Detail středu listové růžice
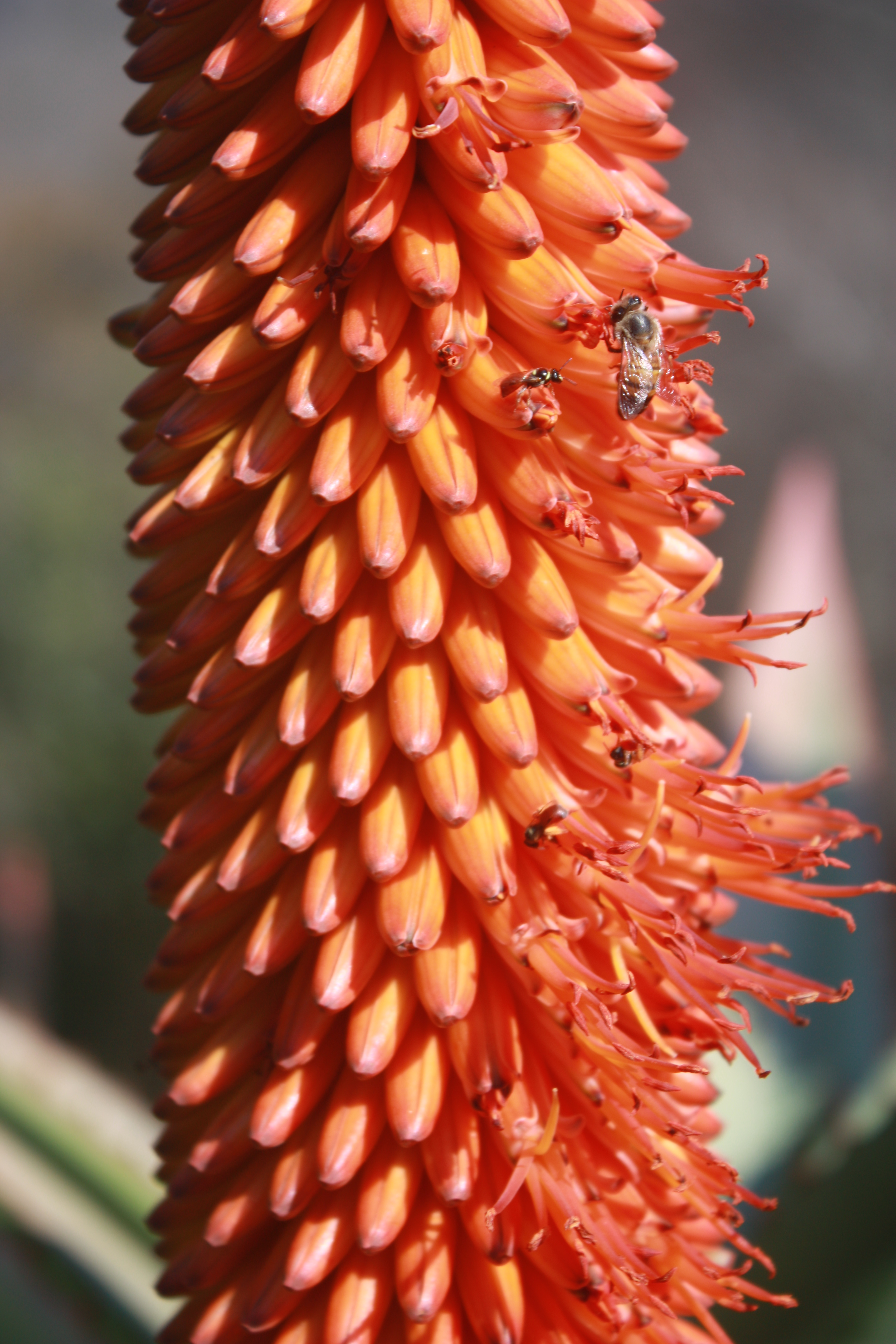
Detail květenství aloe kapské

## Rozšíření
Aloe kapská se vyskytuje výhradně v Jihoafrické republice v provinciích Západní Kapsko, Východní Kapsko, Svobodný stát, KwaZulu-Natal a ve státě Lesotho. Roste na rozličných stanovištích, zejména na suchých skalnatých svazích a jako součást suchomilné keřové vegetace (tzv. fynbos) v nadmořských výškách do 670 metrů.

## Ekologické interakce
Květy jsou bohaté na nektar a v přírodě je navštěvují ptáci a opice, z ptáků zejména strdimilové, snovači, leskoptve a myšáci.

## Taxonomie
Z jihoafrické provincie KwaZulu-Natal pochází atraktivní varieta se žlutými květy, která je někdy uváděna pod názvem Aloe candelabrumA.Berger.
Aloe kapská se snadno kříží s jinými druhy aloí, některé rostliny v kultuře jsou hybridogenního původu a není je možné jednoznačně zařadit. Mezi běžně pěstované hybridy náleží např. kříženec aloe kapské s druhem Aloe speciosa.

## Význam
Aloe kapská je pěstována v tropických a subtropických oblastech světa jako okrasná rostlina, nápadná zejména svým mohutným vzrůstem a kompaktními květenstvími. V České republice je pěstována v botanických zahradách a ve sbírkách sukulentů. Je uváděna např. ze skleníků Pražské botanické zahrady v Tróji a z Botanické zahrady v Děčíně.
Sušená pryskyřice (latex) získávaná z listů aloe kapské je používána jako projímadlo. Je sbírána v jižní Africe jako ceněný produkt již po 200 let a na trhu je známa pod názvem kapská aloe (cape aloe). Čerstvá latexová šťáva je žlutá, sušený produkt je černý. Z vnitřní dužniny listů aloe kapské je podobně jako z listů aloe pravé získáván gel, používaný zevně zejména na poranění a spáleniny. Gel je ceněný v kosmetickém průmyslu a připravují se z něj osvěžující nápoje.

### Sklizeň
Latex je získáván v jižní Africe z divoce rostoucích rostlin. Listy jsou nakladeny po několika stech kusů do kruhu do mělké jámy vystlané plastovou fólií. Po několika hodinách se latex, který vytéká z listů a hromadí se na dně jámy, sbírá. Následně je sušen nad ohněm v kovových sudech. Výsledný produkt je silně hořký a má podobu úlomků či prášku. Ze zbylých listů je získáván gel.

## Nároky
Rostlina vyžaduje plné slunce a písčitou propustnou půdu. V létě je vhodná přiměřená zálivka, v chladném období sucho podobně jako u jiných druhů aloí. Hnojit stačí 1x do roka. Kvete v zimních měsících. Rostlina je schopna přežít mráz až do -5 °C (USDA zóna odolnosti 9 až 11). Množí se semeny nebo stonkovými řízky. V České republice je možno ji pěstovat jako kbelíkovou rostlinu, přes léto venku a v zimě na světlém chladnějším místě uvnitř.